# 神風塾
神風塾（かみかぜじゅく）は、かつて存在した日本のキックボクシングジム・興行団体。本部は熊本県熊本市南区。

## 概要
2000年に塾長のMr.神風（本名：川間功喜、元沖縄格闘技連合代表）が沖縄県に移住したのを契機に立ち上げた、ニュージャパンキックボクシング連盟（NJKF）加盟のキックボクシングジム。熊本市のほか、塾長の沖縄時代の繋がりから現在も鹿児島県と沖縄県に支部が存在する。
キックボクシング・総合格闘技ジムとしてNJKF主催大会やJEWELS等の興行に選手を出場させているほか、2010年より『火の国格闘伝説～LEGEND～』の題名で自主興行も行っている。2011年12月に開催した第2回『LEGEND』ではピーター・アーツと塾長のMr.神風が対戦、その後も西島洋介やボブ・サップ、天田ヒロミを参戦させるなど、興行規模の拡大を図っている。
2015年11月15日、Mr.神風が大腸癌のため49歳で逝去。同年1月31日の対天田ヒロミ戦が最後の試合となった。12月22日に所属選手の神風萸暉美が新たに会長に就任したが、2018年1月11日、神風萸暉美の退任に伴い、ジムは閉鎖した。
なお、『火の国格闘伝説～LEGEND～』は2013年11月開催の第5回を最後に神風塾の主催が終了し、第6回からはチャクリキ・ジャパンが主体の「レジェンド実行委員会」（後に「株式会社レジェンド」に改称）の主催で興行を続けている。

## 主な所属選手
- テツヒロ
- 丈一郎
- 神風萸暉美

過去の所属選手
- Mr.神風
- 神風莉央